# Heliophila tricuspidata
Heliophila tricuspidata är en korsblommig växtart som beskrevs av Rudolf Schlechter. Heliophila tricuspidata ingår i släktet solvänner, och familjen korsblommiga växter. Inga underarter finns listade i Catalogue of Life.